# Poromera fordii
Poromera fordii là một loài thằn lằn trong họ Lacertidae. Loài này được Hallowell mô tả khoa học đầu tiên năm 1857.